# Yangra
Yangra är ett berg i Kina. Det ligger i den autonoma regionen Tibet, i den sydvästra delen av landet, omkring 600 kilometer väster om regionhuvudstaden Lhasa. Toppen på Yangra är 7 422 meter över havet.
Yangra är den högsta punkten i trakten. Trakten runt Yangra är nära nog obefolkad, med mindre än två invånare per kvadratkilometer. Trakten runt Yangra är permanent täckt av is och snö.
Genomsnittlig årsnederbörd är 1 628 millimeter. Den regnigaste månaden är augusti, med i genomsnitt 346 mm nederbörd, och den torraste är december, med 13 mm nederbörd.